# Gewog di Sergithang
Il gewog di Sergithang è uno dei dodici raggruppamenti di villaggi del distretto di Tsirang, nella regione Centrale, in Bhutan.